# Krabbenfresser
Der Krabbenfresser (Lobodon carcinophaga) ist eine in südpolaren Gewässern verbreitete Robbe, die nach ihrer ungewöhnlichen Ernährungsweise benannt ist.

## Merkmale
Krabbenfresser haben eine schlanke, stromlinienförmige Gestalt mit deutlich sichtbarem Hals. Hieran sind sie schon aus der Entfernung von vielen anderen Robbenarten der Antarktis zu unterscheiden.
Die Farbe des Krabbenfressers wechselt mit den Jahreszeiten. Im Sommerfell (Januar/Februar) ist er silbergrau gefärbt. In den folgenden Monaten verblasst die Farbe immer mehr und wird zu einem cremefarbenen Gelbton. Braune Fellpartien ziehen sich über Rücken, Flanken und Flossen. Die genaue Musterung und Färbung ist bei jedem Individuum unterschiedlich. Die Flossen sind immer die dunkelsten Teile des Körpers. In der Regel sind Männchen aber etwas heller als Weibchen; da dies aber nur eine statistische Auswertung ist, ist sie zur Unterscheidung der Geschlechter nicht nutzbar.
Diese Robbe ist etwa 220 bis 245 cm lang und mit 170 bis 230 kg Gewicht verhältnismäßig leicht. Männchen sind im Schnitt 5 cm kleiner und 8 kg leichter als Weibchen. Der größte je gemessene Krabbenfresser war ein Weibchen von 277 cm Länge.
Das Gebiss des Krabbenfressers ist der Ernährungsweise angepasst und weicht von allen anderen Robbengebissen ab. Die Zähne haben röhrenförmige Aussparungen auf ihrer Oberfläche. Wenn die Robbe das Maul schließt, passen die Zähne des Ober- und Unterkiefers genau zwischeneinander, und nur durch die Aussparungen kann weiter Wasser hindurch dringen. Die größte Lücke zwischen den Zähnen beträgt dann 2,6 mm. Dieses Gebiss dient als Filter für planktonische Nahrung (siehe unten).
An den Vorderflossen tragen Krabbenfresser scharfe Krallen, während die Krallen der Hinterflossen zu verhornten Stummeln reduziert sind.

## Verbreitung

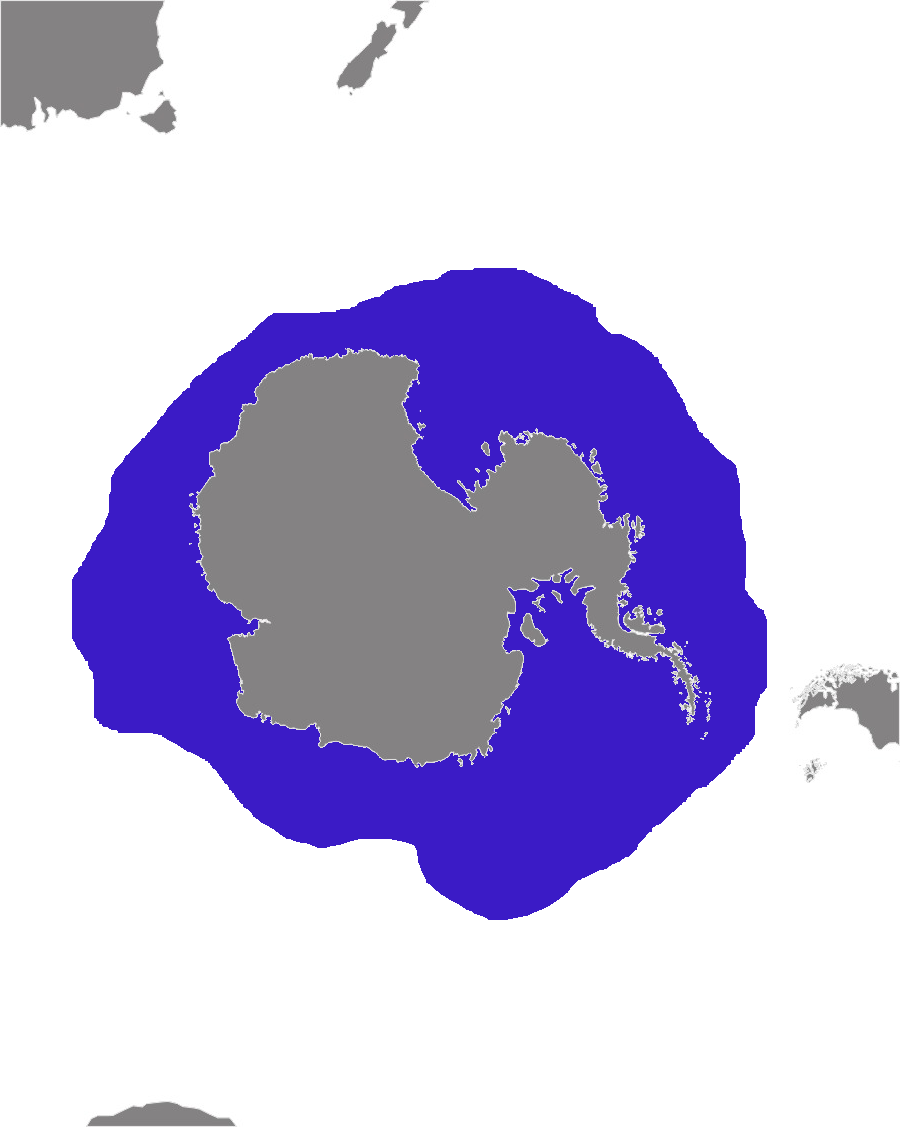
Verbreitungsgebiet

Der Krabbenfresser ist eine antarktische Robbe. Im Sommer lebt er in den Gewässern des Südpolarmeers und besiedelt den Rand des Packeises. Im Winter wandert der Krabbenfresser weit umher und gelangt dann auch an die Küsten Patagoniens und verschiedener subantarktischer Inseln. Noch weiter nördlich gesehene Krabbenfresser sind vor allem Jungtiere, die von den Strömungen abgetrieben wurden. Solche Irrgäste wurden an den Küsten Australiens, Neuseelands, Südafrikas und Südamerikas gesehen. Der nördlichste Ort, an dem je ein Krabbenfresser gesehen wurde, liegt bei Rio de Janeiro.

## Lebensweise

### Ernährung

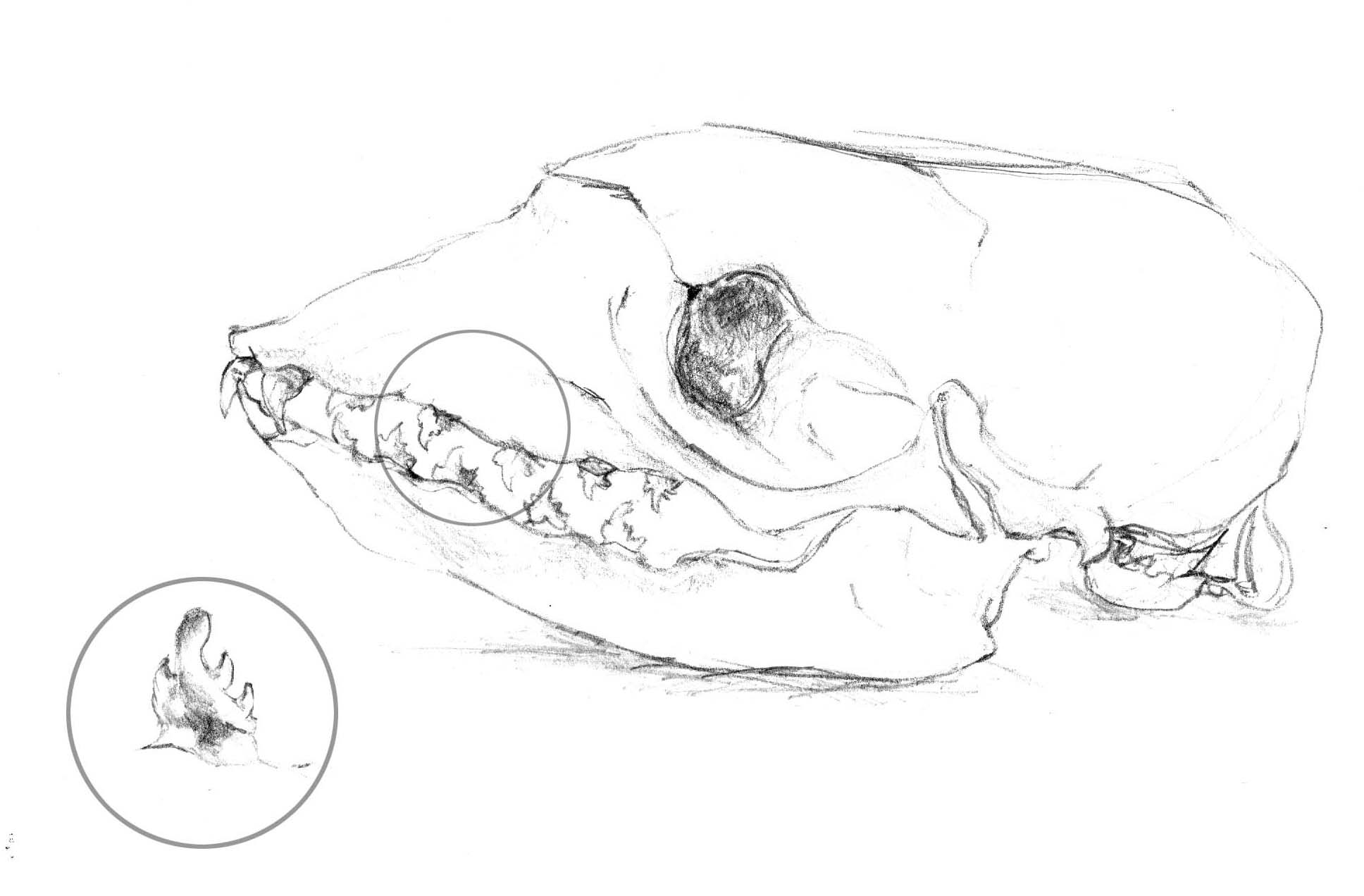
Schädel und Gebiss des Krabbenfressers

Als einzige Robbe hat sich der Krabbenfresser an eine spezialisierte Ernährung von Tieren des Planktons angepasst. Dabei bildet der Antarktische Krill (Euphausia superba) die mit Abstand wichtigste Beute. Er macht mehr als 90 Prozent der gesamten Nahrung aus. Der Krabbenfresser frisst den Krill, indem er mit geöffnetem Maul Wasser aufnimmt und dies dann durch das Filtersystem seines Gebisses wieder hinauspresst. Der Krill bleibt in den Zähnen hängen und wird geschluckt. Auf die gleiche Weise werden auch gelegentlich kleine Fische mit einer Körperlänge von maximal 10 cm erbeutet.
Als von Krabbenfressern erbeutete Tiere nachgewiesen wurden neben dem Krill der Gattung Euphausia der Antarktische Silberfisch, Krokodileisfische, Kalmare, Flohkrebse und Schwebegarnelen.
Um die leicht verfügbare Nahrung zu finden, muss der Krabbenfresser nicht sonderlich tief tauchen; seine Tauchgänge führen ihn daher meistens in Tiefen unter 10 m, selten bis zu 50 m. Allerdings wurde auch eine maximale Tauchtiefe von 528 m nachgewiesen. Normalerweise bleiben Krabbenfresser drei bis sechs Minuten unter Wasser, gefolgt von einem halb- bis einminütigen Aufenthalt an der Oberfläche. Die maximal gemessene Tauchdauer betrug elf Minuten. Im Schnitt bleiben Krabbenfresser sechzehn Stunden im Wasser, ehe sie sich zum Ausruhen auf das Eis begeben.

### Verhalten
Geschlechtsreife Krabbenfresser leben einzelgängerisch oder in kleinen Gruppen. Diese Gruppen finden sich immer nur temporär, ohne dass Bindungen zwischen den Mitgliedern bestehen. Beim Ruhen bestehen die Gruppen aus zwei bis fünf Robben, im Wasser findet man bis zu 30 Krabbenfresser nebeneinander schwimmend. In Ausnahmefällen können die Gruppengrößen fünfzig (ruhend) bzw. fünfhundert (schwimmend) erreichen.
Ein besonderer Fall sind nicht geschlechtsreife Jungrobben, die sich zu besonders großen Gruppen von fünfzig bis tausend Tieren auf dem Festeis versammeln. Da sie mit ihren Zähnen keine Eislöcher offen halten können, verwenden sie manchmal die Eislöcher der ganzjährig in der Antarktis lebenden Weddellrobben. Ungewöhnlich viele junge Krabbenfresser verlieren die Orientierung und wandern landeinwärts. So wurden junge Krabbenfresser schon bis zu 113 km vom Meer entfernt und sogar 1100 m über dem Meeresspiegel angetroffen. Diese Robben sterben auf ihren aussichtslosen Wanderungen, und ihre mumifizierten Kadaver findet man recht häufig im antarktischen Eis.

### Fortpflanzung und Entwicklung
Die Weibchen werfen ihr einziges Junges nach einer Tragzeit von 11 Monaten (eigentliche Tragzeit 260 Tage, plus 80 Tage Keimruhe) zwischen September und Oktober auf dem antarktischen Eis. Die Aufzucht des Jungtiers findet meistens auf einer Eisscholle und nur sehr selten auf Festeis statt. Es kommt immer ein Junges zur Welt; dass Zwillingsgeburten möglich sind, weiß man durch das Auffinden von Zwillingsföten, in freier Wildbahn wurden aber noch keine Krabbenfresser mit zwei Jungen beobachtet. Die Jungen haben ein hellbraunes Lanugohaar, das zwei Wochen nach der Geburt ersetzt wird.
Mutter und Jungtier befinden sich in Gesellschaft eines Männchens, das mit hoher Wahrscheinlichkeit nicht der Vater ist, aber dennoch das Weibchen und seinen Nachwuchs hartnäckig gegen eindringende andere Männchen und auch gegen Seeleoparden und Menschen verteidigt. Dabei beißt das Männchen den Eindringling in den Kopf- und Nackenbereich und versucht, ihn am Vordringen in die Mitte der Eisscholle zu hindern.
Gleichzeitig erlaubt das Weibchen dem beschützenden Männchen keine Annäherung unter 2 m, solange es das Junge säugt. Während das Junge gesäugt wird, nimmt das Muttertier keine Nahrung auf und zehrt nur von den Fettreserven. Das Junge wird 14 bis 21 Tage gesäugt und verfünffacht in dieser Zeit sein Gewicht. Insgesamt gibt das Weibchen 90 Liter Milch aus seinen zwei Zitzen an das Junge und verliert täglich etwa 5,6 kg Gewicht. Die Dicke des Blubber verringert sich von anfangs 6,7 auf 4 cm. Das Männchen nimmt in dieser Zeit weniger Nahrung als üblich auf, verzichtet aber in der Regel nicht ganz auf die Nahrungssuche.
Die Aufopferung des Männchens, das nicht einmal der Vater des Jungtiers ist, liegt darin begründet, dass es sich mit dem Weibchen paaren darf, sobald das Jungtier selbständig ist. Das Paar bleibt dann weitere zwei Wochen zusammen, ehe es sich trennt. Ein Jahr darauf wird das Weibchen das Junge von diesem Männchen zur Welt bringen und sich dann wiederum von einem anderen Männchen verteidigen lassen.
Krabbenfresser werden mit drei bis sechs Jahren geschlechtsreif und haben eine bisher festgestellte maximale Lebenserwartung von 39 Jahren.

## Ökologie

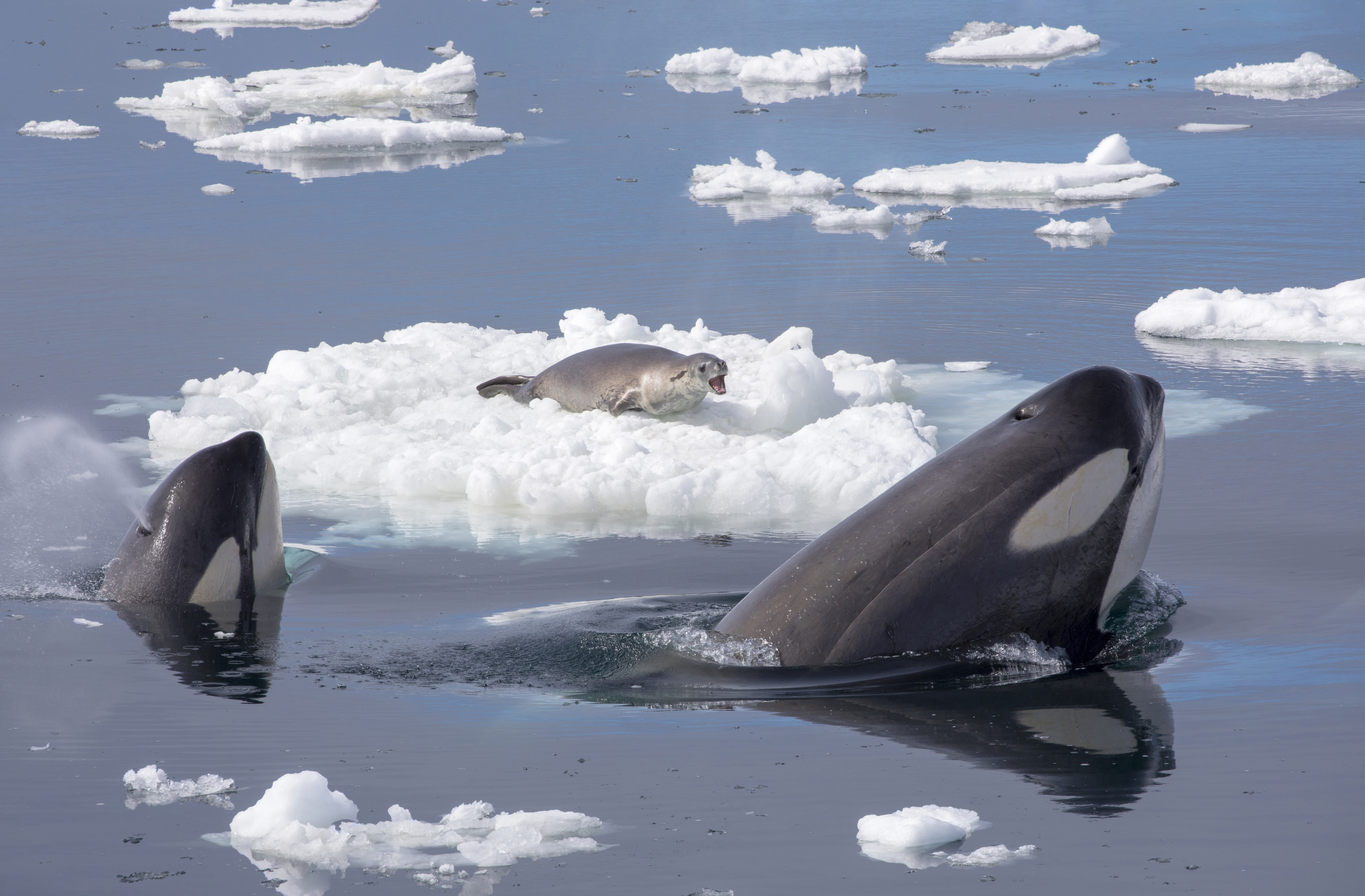
Angriff von Schwertwalen

Der wichtigste natürliche Feind des Krabbenfressers ist der Seeleopard. Rund 80 Prozent aller Krabbenfresser tragen Narben von Wunden, die nachweislich von Seeleoparden zugefügt wurden. Vor allem junge Krabbenfresser werden attackiert. Die hohe Gefährdung liegt darin begründet, dass die Seeleoparden auf die Eisschollen kommen und die Jungtiere dort erbeuten. Nur 20 Prozent der jungen Krabbenfresser überleben ihr erstes Jahr, und ein hoher Anteil der Todesfälle dürfte auf Seeleoparden zurückgehen.
Ein weiterer Feind ist der Schwertwal, der Krabbenfresser vor allem im Wasser verfolgt, aber auch Eisschollen zum Kentern bringt, um dort ruhende Robben zu fressen. Seltener fallen Krabbenfresser Haien zum Opfer.
Im Jahre 1955 kam es zu einem Massensterben von Krabbenfressern durch einen unbekannten Virus, dessen Symptome der Staupe ähnelten.

## Taxonomie und Systematik
Der Krabbenfresser wurde bereits 1842 von Jacques Bernard Hombron und Honoré Jacquinot unter dem wissenschaftlichen Namen Phoca carcinophaga ohne eine Angabe der Terra Typica erstmals wissenschaftlich beschrieben. 1853 ergänzten Hombron und Jacquinot die geographische Angabe um die Angabe „auf Eis um den Südpol zwischen den Südlichen Sandwichinseln und Powell Island.“ (»sur les glaces du Pole Sud, entre les iles Sandwich et les iles Powels, á 150 lieuesde distance de cune de ces iles«). Der Artname (Epitheton) wird häufig in der männlichen Form carcinophagus angegeben, entsprechend den Richtlinien der International Commission on Zoological Nomenclature (ICZN) sollte er jedoch weiblich bleiben.
Der Krabbenfresser ist die einzige Art der damit monotypischen Gattung. Auf der Basis von molekularbiologischen Ergebnissen aus dem Jahr 2007 wird die Art als basalster Vertreter der als Lobodontini zusammengefassten Artengruppe aus Krabbenfresser, Ross-Robbe (Ommatophoca rossii), Seeleopard (Hydrurga leptonyx) und Weddellrobbe (Leptonychotes weddellii) betrachtet, die See-Elefanten werden bei dieser Betrachtung als Schwestergruppe der Lobodontini betrachtet.

## Population

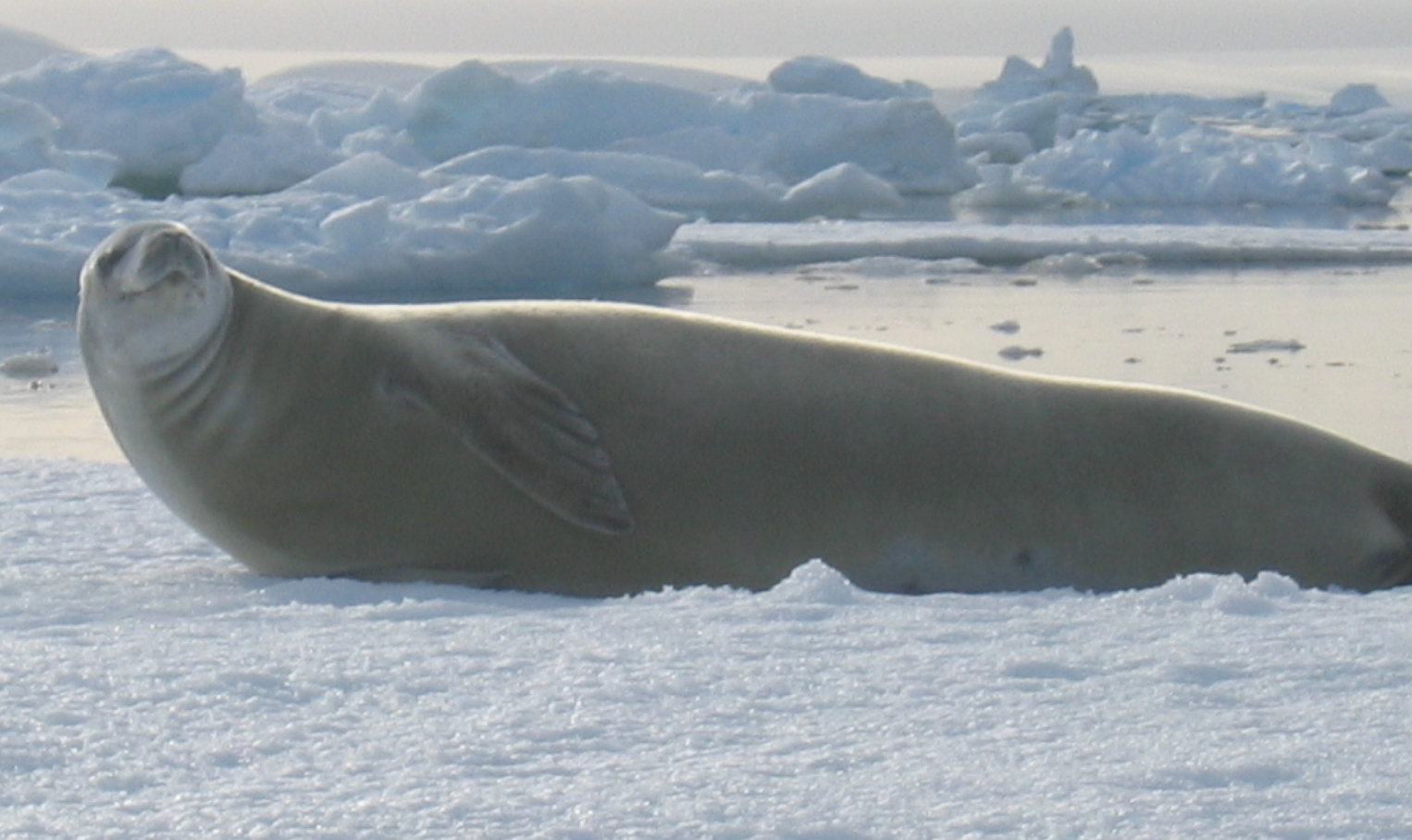
Krabbenfresser vor Fish Island

Von keiner anderen Robbe gibt es so viele Individuen wie vom Krabbenfresser. Man schätzt den Gesamtbestand auf 30 Millionen Tiere; das bedeutet, etwa jede zweite Robbe auf der Welt ist ein Krabbenfresser. Die Populationsdichte liegt bei 0,5 bis 5 Individuen je Quadratkilometer, wobei sie am Rand des Packeisgürtels am höchsten ist.
Es wird angenommen, dass diese Robbe in den letzten Jahrzehnten immer häufiger geworden ist, da jedes Jahr mehr Krill zur Verfügung steht. Die durch den Walfang verursachten Bestandseinbrüche der Krill fressenden Bartenwale scheinen in einem direkten Zusammenhang mit dem Populationswachstum der Krabbenfresser zu stehen, da hierdurch ein wichtiger Nahrungskonkurrent der Robben weggefallen ist.

## Verhältnis zum Menschen
Die älteste Illustration eines Krabbenfressers stammt von Pawel Michailow, der als Illustrator 1819 bis 1821 die russische Antarktis-Expedition von Fabian Gottlieb von Bellingshausen begleitete. Allerdings wurde dem Tier hier kein Name gegeben. Dies geschah erst auf der französischen Expedition von Jules Dumont d’Urville (1837–1840), auf der die Naturforscher Jacques Bernard Hombron und Honoré Jacquinot diese Robbe beschrieben und ihr den Namen Phoca carcinophaga gaben. Der Artname carcinophaga bedeutet „krabbenfressend“. Schon 1844 stellte John Edward Gray den Krabbenfresser in eine eigene Gattung Lobodon (von lobus = „Lappen“, „Zipfel“, und odont = „Zahn“).
Krabbenfresser wurden nie wie andere Robben im großen Stil ausgebeutet. Zum einen macht es ihr Lebensraum im antarktischen Packeis schwer, an sie heranzukommen. Da sie ihre Jungen auf leichten und dünnen Eisschollen großziehen, können Robbenjäger nicht wie bei den arktischen Sattelrobben an sie herantreten und sie erschlagen. Ein weiterer Grund sind die häufigen Narben durch Seeleopardangriffe, die den Wert der Häute und Felle verringern.
In Zoos werden Krabbenfresser selten gehalten, da eine fast ausschließlich aus Krill bestehende Nahrung kaum zur Verfügung gestellt werden kann. Vereinzelt ist es allerdings gelungen, Krabbenfresser in Gefangenschaft an Fischnahrung zu gewöhnen. Sie fressen dann auch Arten wie Makrelen und Sardinen, die sie in freier Wildbahn nie aufnehmen würden, müssen aber zunächst zwangsernährt werden, bevor sie die neue Nahrung annehmen.